# Панов, Евгений Николаевич
Евгений Николаевич Панов (3 августа 1936, Москва — 5 августа 2024) — советский и российский зоолог-эволюционист и этолог, орнитолог и герпетолог, а также антрополог. Доктор биологических наук, профессор. Главный научный сотрудник Института проблем экологии и эволюции им. А. Н. Северцова РАН. Лауреат Государственной премии Российской Федерации (1993).

## Биография
В школьные годы занимался в биологическом кружке ВООП под руководством П. П. Смолина. «Обожал рок-н-ролл, отлично знал джаз и современную западную музыку».
На биолого-почвенном факультете МГУ учился на кафедре зоологии позвоночных в одной группе с Б. Д. Абатуровым, Ф. Я. Дзержинским, В. Д. Ильичёвым, В. Н. Орловым и А. С. Северцовым. Окончил его в 1959 году. (Писал курсовую у Н. Н. Карташёва, а у Г. П. Дементьева — диплом на ту же тему.)
Затем работал в заповеднике «Кедровая Падь» (Дальний Восток) и в экспедициях в удаленных районах Сибири и Средней Азии, был сотрудником Института цитологии и генетики СО РАН. Как отмечают, в середине 1960-х годов Панов переезжает в Новосибирск и попадает в орбиту деятельности организатора науки Н. Н. Воронцова, возглавлявшего лабораторию, однако основным полигоном для проведения полевых исследований Панова почти на три десятилетия станут Средняя Азия и Закавказье — тогда, когда и в 1971 году он возвратится в Москву и станет работать в лаборатории биоакустики Института эволюционной морфологии и экологии животных (ныне Институт проблем экологии и эволюции им. А. Н. Северцова).
В 1990—2007 гг. заведующий лабораторией сравнительной этологии и биокоммуникации Института эволюционной морфологии и экологии животных РАН.
В 1994 г. избран членом Международной орнитологической комиссии.
5 августа 2024 года Е. Н. Панов скончался в деревне Черноморье Вязниковского района Владимирской области, в 7 километра от посёлка Мстрёра. Похоронен на Востриковском кладбище в Москве.

### Семья
Отец — Николай Панов (1903—1973), советский поэт, писавший под псевдонимом «Дир Туманный». Мать — Софья Исидоровна Блюм (1904—1973), журналист, литературный критик.
Первая жена — Наталья Андреевна Подугольникова, геоботаник, однокурсница Е. Н. Панова:20. Дочь Наталья (род. 1959 г.):32.
Вторая жена — Людмила Сергеевна Шилова, историк:87, 160. Дочь Татьяна (род. 1973 г.):121.
Третья жена — Елена Георгиевна Потапова, зоолог:195. Дочь Софья:325. Сын Николай:325.
Четвёртая жена — Екатерина Юрьевна Павлова, зоолог:353, 472.
Дядя — Василий Панов (1906—1973), — советский шахматист, международный мастер (1950), шахматный литератор.

### Отзывы современников
«Патриарх российской зоологии и этологии, пользующийся громадным авторитетом, специалист по систематике и поведению птиц и рептилий, а также по общим проблемам коммуникации», «крупнейший российский этолог, внёсший огромный вклад в изучение поведения позвоночных и в сравнительный анализ коммуникации животных и человека», — отмечал про него А. Г. Козинцев, — «Именно усилиями Панова этология превратилась в СССР в полноправную дисциплину. Этому способствовали не только его собственные труды, но и его переводы книг К. Лоренца и Н. Тинбергена». Критиковал социобиологию.

## Награды
- 2002 — Премия организации «Общественная экология» за книгу «Бегство от одиночества: индивидуальное и коллективное в природе и в человеческом обществе»
- 1993 — Государственная премия Российской Федерации «За фундаментальные исследования в области коммуникации и биосоциальности животных»
- 1991 — академик РАЕН
- 1989 — Первая премия Московского общества испытателей природы за книгу «Гибридизация и этологическая изоляция у птиц»
- 1983 — Первая премия Московского общества испытателей природы за книгу «Поведение животных и этологическая структура популяций»
- 1971 — Первая премия общества «Знание» за 1971 год[11][18]

## Труды
Автор около 300 публикаций, в том числе 12 научных и научно-популярных книг. Книга «Знаки, символы, языки» переведена на немецкий и др. языки, а монография «Птицы Южного Приморья» — на японский язык. Первая упомянутая, «замечательная популярная книга по семиотике» по характеристике А. Г. Козинцева, в 2011 г. вышла уже 6-м изданием. Публиковался в журнале «Знание — сила».

### Книги
- 2024 (дата написания) — «Мораль и обычай», сдана в печать[20]
- 2021 — «Человек и природа в архаическом коллективном сознании». М. : Гнозис, 2021, 344 с. — ISBN 978-5-94244-078-7
- 2019 — «Человек стреляющий. Как мы научились этому». М. : Изд-во КМК, 2019. 438 с. — ISBN 978-5-907099-98-2
- 2017 — «Человек — созидатель и разрушитель. Эволюция поведения и социальной организации». М. : Языки славянской культуры, 2017. 634 с. — ISBN 978-5-9500661-8-4 {Рец. А. Г. Козинцева}
- 2016 — «Зоология и моя жизнь в ней». М. : Изд-во КМК, 2016. 602 с. цв. вкл. 2 с. — ISBN 978-5-9909296-1-6
- 2015 — Лебеди мира. Структура и эволюция сигнального поведения. М. : Изд-во КМК, 2015. 163 с. — ISBN 978-5-9906071-8-7 (Панов Е. Н. Павлова Е. Ю.)
- 2014 — «Половой отбор. Теория или миф? Полевая зоология против кабинетного знания» — ISBN 978-5-87317-970-1
- 2014 — «Эволюция диалога. Коммуникация в развитии. От микроорганизмов до человека» (+CD-ROM) — ISBN 978-5-9551-0691-5
- 2012 — «Парадокс непрерывности. Языковой рубикон: о непроходимой пропасти между сигнальными системами животных и языком человека» — ISBN 985-5-9551-0571-0
- 2012 — Панов Евгений. Избранные труды. — М.: KMK, 2012. — 695 с. Тираж 300 экз. {Рец. Любарского Георгия, Андрея Чабовского}
- 2011 — «The True Shrikes of the World. Ecology, Behavior, Evolution». E. N. Panov. Pensoft Publ., 2011, 910 pp.[21]
- 2011 — «Знаки Символы Языки. Коммуникация в царстве животных и в мире людей». Изд. 6-е, испр. и доп. М.: Изд-во ЛКИ, 2011. — 504 с. — ISBN 978-5-382-01270-4
- 2011 — «Индивидуальное — коллективное — социальное в природе и в обществе. Бегство от одиночества.» Изд. 2-е. М.: Изд-во ЛКИ, 2011. — 640 с.
- 2010 — «Поведение животных и этологическая структура популяций», Изд. 2-е. Книжный Дом «ЛИБРОКОМ». 2010. — 424 с. — ISBN 978-5-397-00600-2
- 2008 — «Сорокопуты (семейство Laniidae) мировой фауны. Экология, поведение, эволюция». М.: Товарищество научных изданий КМК. 2008. 620 с.+64 цв. вкл. Тираж 600 экз
- 2005 — «The Wheatears of the Palaearctic Ecology, Behaviour, and Evolution of the Genus Oenanthe». E. N. Panov. Pensoft Publ., 2005, 439 pp. ISBN 9789546422262
- 2003 — «Горные агамы Евразии» (Е. Н. Панов, Л. Ю. Зыкова). М.: Лазурь, 2003, 304 с.
- 2001, 2011 — «Бегство от одиночества: индивидуальное и коллективное в природе и в человеческом обществе». М.: Лазурь. 2001. — 640 с. — ISBN 978-5-382-01270-4 {Рец. К. Ефремова, , } | 2-е изд. — М., 2011.
- 1999 — «Каменки Палеарктики: Экология, поведение, эволюция». М.: Scientific Press Ltd. 342 с. ISBN 5-87317-061-4.
- 1989 — «Гибридизация и этологическая изоляция у птиц». М.: Наука. 510 с. ISBN 5-02-005296-5
- 1983 — «Поведение животных и этологическая структура популяций». М.: Наука. 423 с.
- 1983 — «Знаки, символы, языки» (Серия: Библиотека «Знание»). Издательство: Знание, 1983. — 246 стр. — Тираж: 100000 экз.
- 1978 — «Механизмы коммуникации у птиц» (переизд. в 2009, ISBN 978-5-397-00600-2)
- «Die Steinschmätzer der nördlichen Paläarktis. Gettung Oenanthe». Wittenberg, Ziemsen. 1974, 319 S. ISBN 3-89432-829-0 (Переизд. 2014.)
- «Птицы Южного Приморья» (1973)

### Статьи
- 2011 — «Сравнительная этология и молекулярная генетика как инструменты филогенетических реконструкций (на примере каменок рода Oenanthe)». // Зоологический журнал, 2011, т.90, № 4. с. 470—482.
- 2009 — «Mitochondrial introgression and replacement between Yellowhammers (Emberiza citrinella) and Pine Buntings (Emberiza leucocephalos) (Aves: Passeriformes).» // Biological Journal of the Linnean Society, 2009, 98, 422—438. (совместно с Darren E. Irwin, Alexander S. Rubtsov)
- 2005 — «Судьбы сравнительной этологии». // Зоологический журнал. Наука. 2005. т.84, № 1. с. 104—122.
- 2000 — «Анатомия однополого секса». // Химия и жизнь. 2000. 3. стр. 44-49.
- 1993 — «Границы вида и гибридизация у птиц». // «Гибридизация и проблема вида у позвоночных». Сборник под ред. О. Л. Россолимо. — М.: Изд-во МГУ, 1993. 223 с. — Границы вида и гибридизация у птиц. С. 53-96.
- 1987 — «Зрительное общение животных». // Коллективная монография «Физиология поведения. Нейробиологические закономерности» (руководство по физиологии). Ред. А. С. Батуев. — Л., Наука, 1987, 736 с. Гл. 13. Зрительное общение животных. С. 444—485.

### Переводы
- Лоренц Конрад. Кольцо царя Соломона. М.: 1970 и последующие издания.
- Э. Майр. Глава 14. Типы видов, Глава 15. Увеличение числа видов, Глава 16. Географическое видообразование. // В кн.: «Зоологический вид и эволюция». М.: Мир, 1968, С. 321—410.
- Н. Тинбербен. Поведение животных. Пер. О. Орлова и Е. Панова. М.: Мир, 1985, 192 с. 2 издания.
- Адриан Веннер, Патрик Уэллс. Анатомия научного противостояния. Есть ли «язык» у пчел? М.: 2011. 488 с.
- Уильям Фитч. Эволюция языка. М.: 2013, 767 с.